# 蒙塔爾萬 (卡拉波波州)
蒙塔爾萬（西班牙語：Montalbán），是委內瑞拉的城鎮，位於該國北部卡拉波波州，是蒙塔爾萬市的首府，處於巴倫西亞湖以西，始建於1732年1月17日，海拔高度670米，2011年人口26,376。